# 緑川みやび
緑川 みやび（みどりかわ みやび）は、日本のAV女優。バンビプロモーション所属。

## 略歴
2020年9月、Fitch専属女優としてAVデビュー。
2021年1月で専属が終了し企画単体女優となる。
同年9月18日、事務所をジェットストリームに移籍し、「MIYABI」に改名。

## 人物
東北出身の現役大学生。
17歳の時に一つ年上の同じ学校の先輩と先輩の家で初体験。経験人数は3人。
AV女優となった動機は、自分で美容のお店を出すという夢を叶えるため。

## 作品

### アダルトDVD

#### 緑川みやび 名義
| 発売日  | タイトル | 規格品番   | 規格品番 | メーカー                     | 備考       |
| 発売日  | タイトル | DVD        | BD       | メーカー                     | 備考       |
| 2020年  | 2020年 | 2020年     | 2020年   | 2020年                       | 2020年     |
| ------- | --- | ---------- | -------- | ---------------------------- | ---------- |
| 9月1日  | こんな綺麗なのにとってもピュア 新人Hcup女子大生 緑川みやびAVデビュー                                                 | JUFE-198   |          | Fitch                        |            |
| 10月1日 | 欲情するHカップ神ボディ! 本能のままに汁まみれで貪り合う絶頂3本番                                                     | JUFE-207   |          | Fitch                        |            |
| 11月1日 | Hcup神ボディ女子大生の秘密の性癖 激しく濃密に交わり合う愛人不倫SEXドキュメント                                       | JUFE-217   |          | Fitch                        |            |
| 12月1日 | 結婚するまでの4年間常にHで満足させ続けたら人生初のナマ中出しSEX確定!                                                 | JUFE-227   |          | Fitch                        |            |
| 2021年  | |            |          |                              |            |
| 1月1日  | 巨乳美脚ボディを極限まで強調するタイトフェチ着衣セックス                                                             | JUFE-238   |          | Fitch                        |            |
| 3月5日  | SSS級BODY美女の生バニーガール                                                                                        | SKSK-046   |          | SUKESUKE                     |            |
| 3月7日  | 完全プライベート映像 超絶神スタイルおねえさん 緑川みやびと初めての二人きりお泊まり                                   | PKPD-134   |          | パコパコ団とゆかいな仲間たち |            |
| 3月18日 | 不良生徒の巣に堕ちた美人教師                                                                                         | GVH-208    |          | グローリークエスト           |            |
| 5月1日  | 欲情するHカップ神ボディ美女! 緑川みやび8時間BEST                                                                     | JFB-262    |          | Fitch                        | 女優ベスト |
| 5月7日  | スレンダーHカップボディで神対応のフルコース射精させてくれる特濃ご奉仕風俗嬢                                          | HODV-21570 |          | h.m.p                        |            |
| 6月1日  | 息子の嫁を妄想で… | NACR-428   |          | プラネットプラス/ 七狗留     |            |
| 6月10日 | 激ピストン限定即ハメ筋トレジム ～絶頂イカせで鍛え抜かれた美しいカラダを作る～                                        | SDDE-648   |          | SODクリエイト                |            |
| 6月13日 | パンスト妄想脚 | DPMI-059   |          | ミル                         |            |
| 6月25日 | 巨乳デリヘル | ONSG-038   |          | ゲインコーポレーション       |            |
| 7月1日  | THEドキュメント 本能丸出しでする絶頂SEX 高身長巨乳若妻が極太チ●ポ乱交に狂う淫乱ナイスBODY                            | BIJN-202   |          | 美人魔女/エマニエル          |            |
| 7月13日 | 私は快楽狂いのド淫乱オナニスト 16                                                                                    | CEAD-347   |          | セレブの友                   |            |
| 7月13日 | 媚薬BDSM 強力媚薬とぶっかけで快楽拷問地獄 媚薬調教File12 ベビーフェイス巨乳尻の女子大生 緑川みやび                   | USBA-029   |          | AVS collector’s              |            |
| 7月19日 | 毎日大量の性欲増強剤を盛られていることに気付かず日に日に感度がバカになりSEXマシーンと化した義姉                      | ROYD-061   |          | ROYAL                        |            |
| 8月13日 | 爆乳女子のイキ顔メガネSEX! 後ろから突かれ、下からも突かれ上下左右に激しく揺れる巨乳Hカップ! メガネは決して外さない。 | CEAD-354   |          | セレブの友                   |            |
| 8月19日 | 鬼カワちょろまんパコパコフレンド みやたん                                                                            | TIKB-118   |          | チキチキカマー               |            |
| 9月2日  | おしっこ114連発 98人                                                                                                 | OVG-181    |          | グローリークエスト           |            |
| 9月28日 | 男をいじめると感じる女子は実在する! 2 ～その女の快楽はM男の涙と悲鳴から生まれる!                                     | CEMD-059   |          | セレブの友                   |            |

### ネット配信
2021年
- 【超美ボディ】23歳【驚きの事実】みやびちゃん参上!普段は美容部員をしている彼女の応募理由は『見られたい願望が強くて…』刺激的な洋服から伝わる露出!実は経験人数1人の激ウブ美女!【Hカップのスレンダー巨乳】美ボディ見られて大興奮で連続ガチイキする変態美女のSEX絶対に見逃すな!（2月2日、ARA）※「みやび」名義
- マジ軟派、初撮。 1592 胸元パッカーンでエレガントでグラマナスな美女!秘密がありすぎる美魔女はセ●クスでは洗いざらい自分を出してくる!?妖艶で優雅なカラミに酔いしれる!（2月4日、ナンパTV）※「みやび」名義
- 【初撮り】【高身長×Hカップ×現役JD】【男を引き付ける魅惑ボディ】魅惑の完璧ボディを晒す、21歳の現役大学生。激しくなっていく快感に本気喘ぎを魅せつけて.. ネットでAV応募→AV体験撮影 1463（2月11日、シロウトTV）※「みやび」名義

## 掲載

### 雑誌
- 週刊実話 2020年10月29日号（日本ジャーナル出版） - インタビュー「特報!!AVタイムズ」